# Newtonella
Newtonella es un género extinto de sinápsidos no mamíferos. Vivieron durante el periodo Pérmico Superior en lo que ahora es Sudáfrica. Sus restos fósiles, un cráneo con mandíbula, aparecieron en el Karoo, provincia del Cabo Occidental.